# Phoebe Caulfield
Phoebe Caulfield es la hermana de Holden Caulfield, protagonista de la novela El guardián entre el centeno.

## Descripción del personaje
Es una niña de unos 10 años en la cual Holden ve toda la inocencia y la bondad de que el mundo adulto carece. Es pelirroja, en el verano usa su pelo corto y en el invierno, largo. Es delgada. Holden la describe como una chica muy inteligente, excelente patinadora y bailarina. Phoebe demuestra que se preocupa por lo que le pasa a su hermano e intenta ayudarlo. Dada su inteligencia, a su hermano le gusta llevarla a muchos lugares, porque se da cuenta de todo.
A Phoebe no le gusta su segundo nombre, Josephine, por lo que siempre se inventa uno nuevo. Duerme en el cuarto de su hermano mayor, D.B., cuando él no se encuentra en su casa, porque dice que en el suyo no tiene lugar para expandirse.

## Relación con Holden
Phoebe y Holden se llevan muy bien. Él la admira a ella, dice que es inteligente, excelente bailarina y patinadora. Incluso nos dice que a nosotros nos encantaría conocerla. Phoebe, por su parte, también se nota que quiere mucho a su hermano y busca ayudarlo, ya sea dándole sus dólares o pidiéndole por favor irse con él. Los dos hermanos están muy unidos, incluso a Holden le gusta salir con ella.
- Datos: Q6074380